# Żmirłacz (postać literacka)

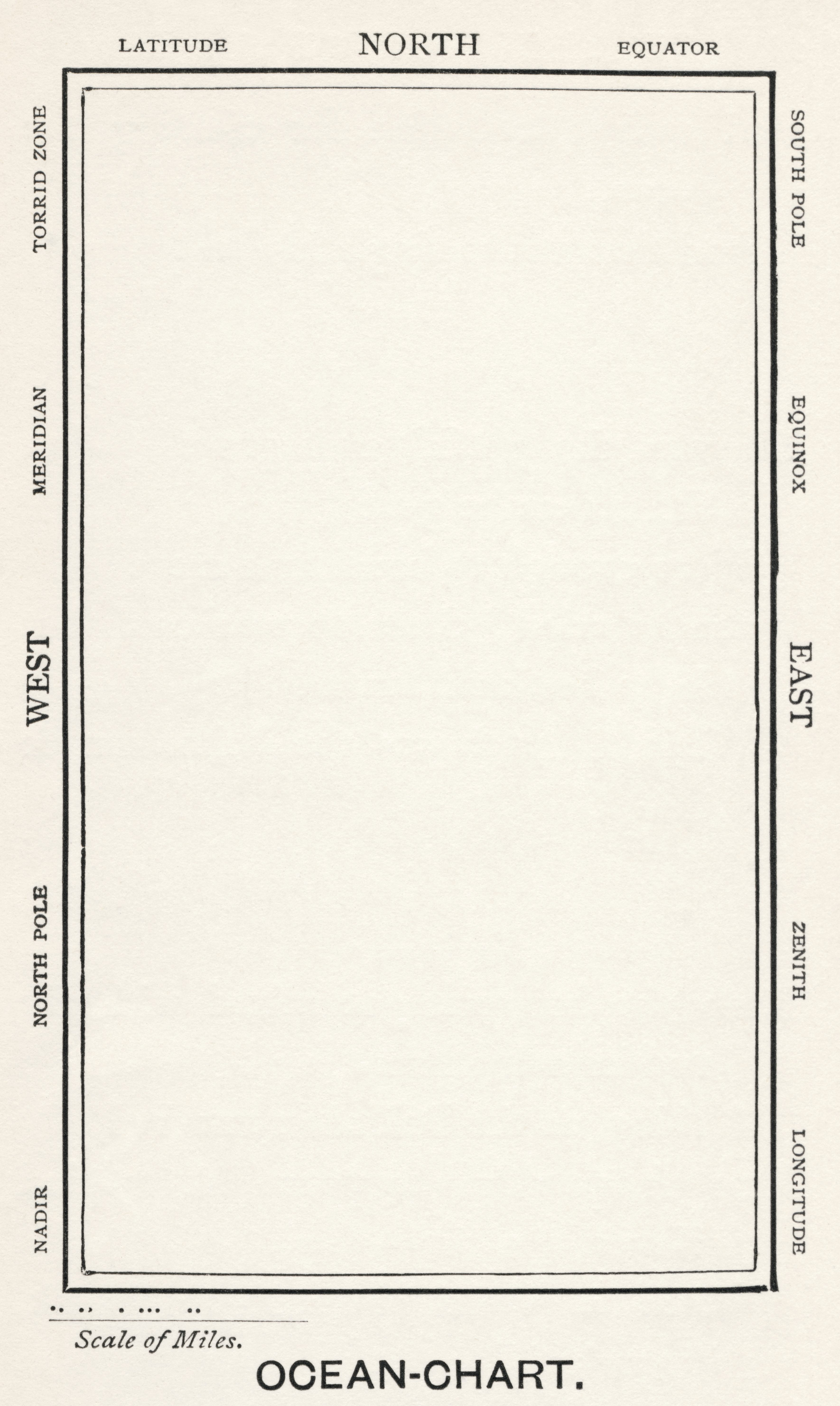
Mapa Bellmana - ilustracja autorstwa Henry'ego Holidaya

Żmirłacz (ang. snark) – tajemniczy potwór z poematu Wyprawa na Żmirłacza (ang. The Hunting of the Snark) Lewisa Carrolla przełożonego na język polski przez Roberta Stillera. Bywa interpretowany jako dalekosiężny, acz niesprecyzowany cel, chociaż pięć cech Żmirłacza wymienionych w Konwulsji Drugiej poematu pozwala doszukiwać się w Żmirłaczu cech autora.

## Źródłosłów
Beatrice Hatch wspomina, że autor stworzył słowo snark, łącząc słowa snail (ślimak) i shark (rekin). Językoznawca Robert D. Sutherland doszukuje się w tym połączeniu także słowa snake (wąż). Polskie tłumaczenie Roberta Stillera zapewne bierze się od połączenia żmii z żarłaczem.